# 165 West 57th Street
165 West 57th Street, originalmente la sede de la Louis H. Chalif Normal School of Dancing, es un edificio en el Midtown Manhattan de Nueva York (Estados Unidos). Está a lo largo de la acera norte de la calle 57 entre la Sexta Avenida y la Séptima Avenida. El edificio de cinco pisos fue diseñado por George A. y Henry Boehm para el instructor de baile Louis H. Chalif. Fue pensado como un espacio para eventos, una escuela y el apartamento de Chalif.
165 West 57th Street tiene una fachada asimétrica. La planta baja original se construyó originalmente con mármol Dover de color marfil, pero luego se volvió a revestir con piedra caliza. En el segundo y tercer piso, la fachada contiene un patrón diagonal que se asemeja a un diamante, con molduras de terracota. En el interior había un salón de baile en el segundo piso (más tarde conocido como Carl Fischer Hall, Judson Hall o CAMI Hall) y un comedor en el tercer piso. El cuarto piso tiene ventanas y paneles de terracota; originalmente se utilizó como residencia familiar de Chalif. El quinto piso, utilizado como espacio para eventos, tiene una logia detrás de una columnata. El edificio está coronado por una cornisa en voladizo y un techo de asfalto.
La construcción comenzó en 1914 y se completó en 1916. El edificio estuvo ocupado por la Escuela Normal de Danza Louis H. Chalif hasta 1932 o 1933. Tres clientes figuraron como ocupantes del edificio hasta 1937, después de lo cual permaneció vacante durante cinco años. La Federación de lisiados y discapacitados trasladó su sede al edificio en 1943 y operó allí durante varios años. Carl Fischer Music adquirió el edificio en 1946 y tuvo una tienda y una sala de espectáculos allí hasta 1959, cuando se vendió a Columbia Artists Management Inc (CAMI). La Comisión de Preservación de Monumentos Históricos de la Ciudad de Nueva York designó a 165 West 57th Street como un lugar emblemático de la ciudad en 1999. Fue vendido a la Fundación Clover en 2007 y desde entonces está ocupado por IESE Business School.

## Sitio
165 West 57th Street está en el lado norte de 57th Street entre Sixth Avenue y Seventh Avenue, dos cuadras al sur de Central Park, en el vecindario Midtown Manhattan de la ciudad de Nueva York.    El sitio ocupa365 m², con un ancho de 12 m en la calle 57 y una profundidad de 30,5 m. 165 West 57th Street comparte la manzana con Alwyn Court al noroeste y Calvary Baptist Church, One57, y 111 West 57th Street al este. También está cerca de la Escuela Coral Saint Thomas al noroeste; la American Fine Arts Society (también conocida como el Liga de estudiantes de arte de Nueva York ) y los Osborne Apartments al oeste; los Rodin Studios al suroeste; Carnegie Hall, Carnegie Hall Tower, Russian Tea Room y Metropolitan Tower al sur; y 130 y 140 West 57th Street y el hotel Parker New York al sureste. 165 West 57th Street es parte de un centro artístico que se desarrolló alrededor de West 57th Street entre la Sexta Avenida y Broadway durante finales del siglo XIX y principios del XX, luego de la apertura del Carnegie Hall en 1891.

## Diseño
El edificio de la Escuela Normal de Danza Louis H. Chalif en 165 West 57th Street fue diseñado por George A. y Henry Boehm. Fue desarrollado para el instructor de baile nacido en Rusia Louis H. Chalif, fundador de la Escuela Normal de Danza Louis H. Chalif. La escuela, una de las primeras en los Estados Unidos en formar instructores de baile, también enseñó a niños y bailarines aficionados. El diseño exterior del edificio generalmente reflejaba el interior. Tal como se construyó, tenía un área de recepción en el primer piso, un salón de baile en el segundo piso, un salón de banquetes en el tercer piso, un espacio habitable en el cuarto piso para la familia de Chalif y un gimnasio y solárium en el quinto piso.
Murphy Construction Company fue el contratista general y S. C. Weiskopf fue el contratista de acero estructural. Los subcontratistas incluyeron al contratista de cimientos R. D. Coombs & Co., el proveedor de elevadores Otis Elevator Co., el contratista de mármol exterior B. A. & G. N. Williams, el contratista de terracota Federal Terra Cotta Co., el contratista de enlucido P. J. Durcan Inc. y el contratista de mármol interior McLaury Tile & Marble Corporation. Además, Empire City-Gerard Co. realizó el trabajo de molduras y gabinetes, Liberty Sheet Metal Works instaló los techos de cobre y los tragaluces, Standard Arch Co. instaló los arcos del piso a prueba de fuego, American Kalamein Works Inc. instaló las puertas y ventanas kalamein, y Lieberman & Sanford Co. fue responsable del trabajo de hierro ornamental. La plomería fue instalada por Charles H. Darmstadt, la calefacción a vapor por Reis & O'Donovan Inc., y la ventilación y la instalación eléctrica por Reis & O'Donovan Inc.

### Fachada
La fachada de la calle 165 West 57th Street está diseñada con elementos del manierismo y los estilos renacentistas italianos. La fachada fue diseñada con mármol en su primer piso y ladrillo pulido con terracota policromada en los pisos superiores. El quinto piso tiene una logia de mármol, así como una cornisa en voladizo. La fachada de la calle es asimétrica, dividida en cinco tramos verticales en el cuarto y quinto piso. Desde el primer al tercer piso, la sección correspondiente a la tramo más occidental está diseñada de manera diferente a la porción correspondiente a las otras cuatro tramos, que es en gran parte simétrica en estos pisos. Había ventanas en las fachadas laterales, Las decoraciones de terracota contienen motivos clásicos griegos y romanos, algunos de los cuales se relacionan con el teatro.

#### Historia de tierra

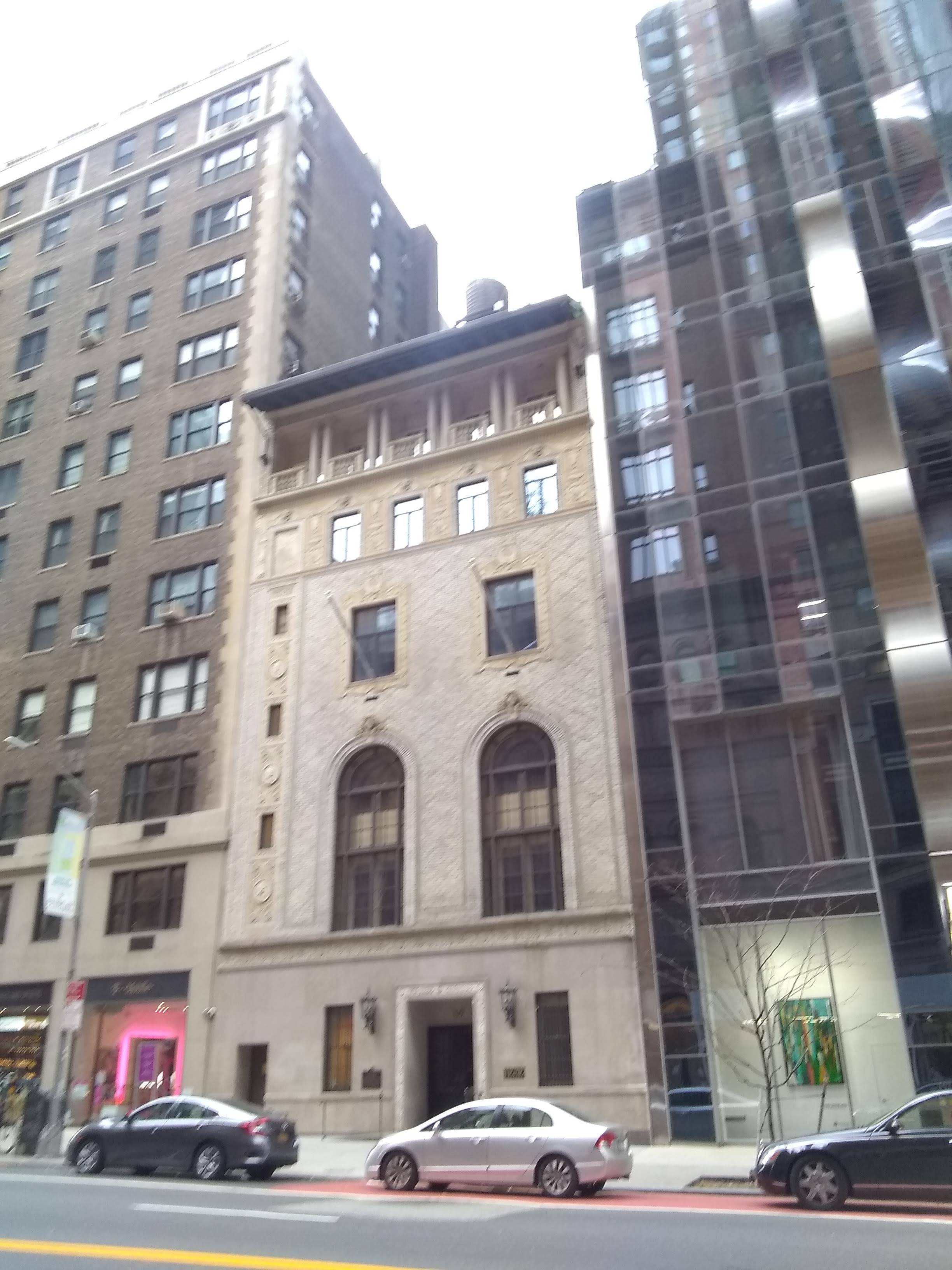
La escuela de Chalif en 165 West 57th Street, vista en 2020

La planta baja se construyó originalmente con mármol Dover de color marfil. Corría por encima de ella una hilera de bandas horizontales de terracota. En su diseño inicial, había dos ventanas del sótano elevado, que tenían rejas de hierro en frente de ellas. Un escalón de mármol conducía a la entrada, que estaba ligeramente desplazada. Esta consistía en un par de puertas de madera empotradas, encima de las cuales había un travesaño y letras que deletreaban el nombre de Chalif. La puerta estaba flanqueada por bollos de color verde grisáceo, que posteriormente fueron retirados y llevados al zoológico de Central Park. A cada lado de la entrada había una ventana. La sección más occidental de la fachada tenía una puerta de servicio empotrada adicional a nivel del suelo y una pequeña ventana a la altura del curso de la banda.
La historia del suelo existente data de 1983 y tiene un diseño similar al original. La base actual está hecha de piedra caliza de Indiana y tiene una banda de granito pulido en su base. Además, hay una rampa de granito pulido y un escalón que conduce a la puerta central, y los apliques que flanquean la entrada principal son de color más oscuro. El curso de la banda sobre el piso superior también está hecho de terracota, pero no tiene ventana que lo interrumpa.

#### Pisos superiores
Hay un revestimiento de ladrillos de color gris tostado en el segundo y tercer pisos, que se coloca en un patrón diagonal similar a un diamante. Los ladrillos de la pared se instalaron originalmente en tonos azul, crema y gris verdoso, mientras que la terracota era crema y amarilla. El tramo más occidental de esos pisos tiene paneles de terracota y tres aberturas de ventanas. Al este (derecha) de ese tramo, el segundo piso tiene un par de ventanas de arco de medio punto rodeadas de ladrillo y terracota, con tallas de cabezas femeninas sobre ellas. Estas ventanas eran originalmente abatibles y con múltiples paneles, pero las reemplazaron de un solo panel. El tercer piso tiene un par de ventanas rectangulares rodeadas por marcos de terracota, con persianas debajo y liras encima de ellas. Hay mástiles de bandera debajo de estas dos ventanas del tercer piso.
El cuarto piso tiene cinco aberturas de ventana, aunque la abertura más occidental es ciega y con mármol en su interior. Hay paneles de terracota tallados entre cada conjunto de ventanas. Sobre el cuarto piso hay un friso de terracota con representaciones de guirnaldas y máscaras, así como una cornisa denticulada. Los paneles del cuarto piso se diseñaron con un fondo naranja.
Hay una logia en el quinto piso, con una columnata de varias columnas emparejadas y una columna solitaria en el lejano oriente. Las bases y los capiteles de estilo jónico de las columnas son de terracota, mientras que el resto de las columnas están revestidas de hormigón. Hay una balaustrada de terracota intercalada con las bases de las columnas. Sobre estas columnas hay un friso de terracota. En la logia detrás de la columnata hay puertas francesas, así como un techo que contiene tres bombillas. Proyectando desde la parte superior de la logia hay una cornisa de cobre inclinada que contiene modillones y rosetones. Sobre la cornisa hay una barandilla de metal, un canalón, un techo inclinado de tejas de asfalto y chimeneas. Tal como se diseñó, el techo tenía tejas españolas verdes, un tragaluz y rejas y linternas de hierro.

### Características

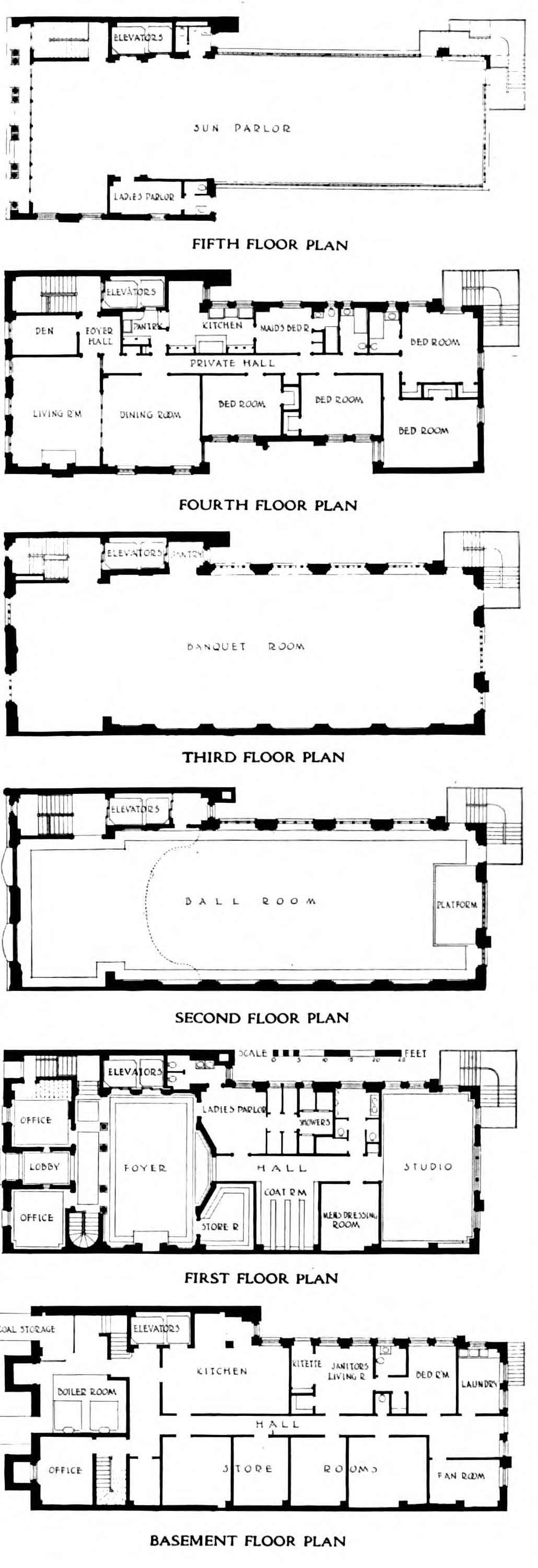
Planos de planta

La estructura interior fue diseñada con material ignífugo. La superestructura está construida de tal manera que se podrían agregar dos pisos adicionales si hubiera necesidad de más espacio. La estructura se calentó inicialmente con vapor y se ventiló mediante un sistema de ventiladores de admisión y escape, incluido un extractor de aire en la azotea. Se instalaron dos ascensores eléctricos que dan servicio a todos los pisos: uno para pasajeros y otro para servicio. El edificio también tenía una escalera interior y una escalera de incendios exterior cerrada en caso de emergencia. La disposición asimétrica de la fachada reflejaba el hecho de que los ascensores y la escalera estaban en el muro occidental del edificio.
El edificio estaba destinado a permitir que la Escuela Normal de Danza Louis H. Chalif albergara clases y exposiciones periódicas, así como clases de verano para profesores de danza. Además, se proporcionó un apartamento para la familia Chalif en el diseño. Como resultado, el segundo y tercer pisos se diseñaron con pocas columnas en el centro del espacio. El edificio también fue diseñado para que pudiera alquilarse para funciones sociales privadas. Para la decoración del interior, se utilizó con frecuencia yeso y pintura ornamentales fundidos, pero la madera se utilizó con moderación, excepto en los vestíbulos de la planta baja. Los tapices de las paredes y los muebles fueron diseñados para encajar con los esquemas de color. Los candelabros de cristal proporcionaban luz artificial. Los salones de baile se planearon con pisos de parqué y techos de 7 m de altura.
Cuando fue utilizado por la escuela Chalif, la planta baja tenía un gran vestíbulo de recepción de madera, que conducía a las escaleras y ascensores. También en la planta baja se ubicaron oficinas, un guardarropa, vestidores, baños con cuatro duchas y un amplio estudio. El segundo piso estaba dedicado al gran salón de baile, con una galería en el entrepiso en el extremo sur. El tercero incluía un salón de banquetes, donde una despensa se conectaba a la cocina del sótano a través de un ascensor de servicio. El cuartoo tenía los apartamentos habitables de la familia Chalif. El apartamento de Chalif fue planeado como un apartamento de nueve habitaciones con tres baños y servicio de limpieza. The Real Estate Record and Guide lo describió como que tiene "todas las características que ahora se encuentran en los apartamentos del tipo más alto". El piso del gimnasio en la parte superior era un espacio acristalado utilizado por la escuela de verano, con un techo abierto con vigas de acero. Podía cerrarse en invierno y abrirse por todos lados en verano, y estaba destinado a ser utilizado para funciones sociales y recreativas.

## Historia
En 1905, Louis Chalif abrió la Escuela Normal de Danza Louis H. Chalif. La escuela estaba inicialmente ubicada en el Upper West Side y luego en 360 Fifth Avenue dentro de la sala de exhibición de Aeolian Company. En la escuela, una de las primeras en los Estados Unidos en formar instructores de danza, Chalif también enseñó a niños y bailarines aficionados. En 1907, la escuela se trasladó al  Aeolian Building en 7 West 42nd Street.

### Construcción
En octubre de 1914. Chalif compró un lote de 6,4 por 30,5 m en 165 West 57th Street de Louis de Bebian. En ese momento, el lote contenía una vivienda de cuatro pisos. Chalif adquirió el lote adyacente de 5,8 por 30,5 m en 163 West 57th Street, que también contenía una vivienda de cuatro pisos, de Wilmurt Realty Company en mayo de 1915. Los dos lotes le dieron a Chalif una fachada combinada de casi 12,2 m en la calle 57. Chalif había seleccionado el sitio porque era conveniente para los alumnos. The Sun describió el edificio ese agosto como "un templo de Terpsícore ".
George y Henry Boehm habían sido contratados para diseñar un edificio para la escuela Chalif en agosto. Los Boehm probablemente se habían involucrado con Chalif en 1907, cuando George Boehm había diseñado un edificio para Acker, Merrall & Condit Company en la calle 42, al lado de la escuela Chalif. Los arquitectos identificaron siete empresas de terracota, que constan de tres fabricantes y cuatro modeladores, para fabricar la terracota del edificio en noviembre de 1915, y los detalles exactos de la terracota se finalizaron más tarde. Susan Tunick, experta en terracota, afirmó que todavía existía una cantidad inusualmente grande de documentación sobre el proceso de contratación de terracota. Los arquitectos presentaron planos al Departamento de Edificios de Nueva York en diciembre de 1915. El sitio fue despejado a partir de enero de 1916 y las obras comenzaron en abril. La construcción del edificio se completó en diciembre de ese año.

### 1910 a 1940
El edificio a veces sirvió como espacio para eventos en sus primeros años. En 1918, el edificio albergó un evento para el Instituto de la Cruz Roja para Hombres Tullidos y Discapacitados después de que los anfitriones originales, Daniel Webster Herrman y su esposa, no pudieran acomodar a todos los invitados en su casa. El edificio también acogió una reunión para el Congreso de la Libertad de la Mujer en 1919, así como el Baile de Aniversario de Roosevelt y un baile para las marinas femeninas de Semper Fidelis Post en 1921. La escuela tenía un curso para principiantes para delegados a la Convención Nacional Demócrata en 1924. El edificio también acogió la celebración del cumpleaños número 21 de la princesa holandesa Juliana de los Países Bajos en 1930, y las bodas de la hija de Louis, Helen, en 1928 y 1934. Otros eventos incluyeron una actuación en 1929 de un grupo de intérpretes de orquesta instrumental, así como los sermones dados por el ministro Charles Francis Potter en 1929 y 1930. El hijo de Chalif, Amos, que creció en el edificio, dijo que había sido "un lugar maravilloso para crecer", ya que aprendió a andar en bicicleta allí con su hermano Selmer que lo acompañaba.

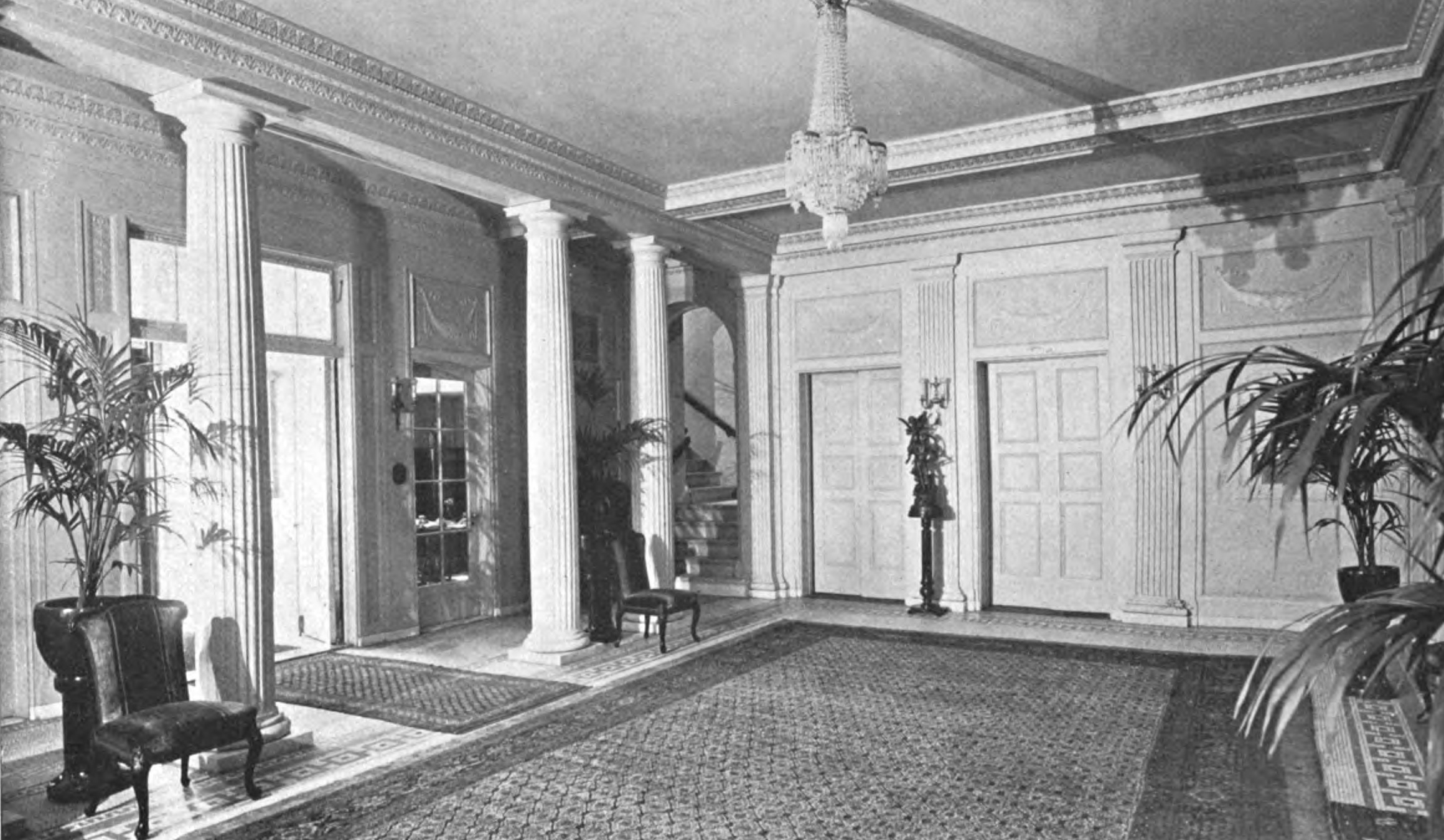
Vestíbulo de entrada

Galy Russian Art Gowns se mudó al edificio en 1930. La Escuela Chalif se había mudado del edificio en 1932 o 1933. En octubre de 1934, el Harlem Savings Bank se hizo cargo del edificio mediante una ejecución hipotecaria. Amos Chalif dijo que el banco que otorgó un préstamo hipotecario para el edificio y varias estructuras cercanas quebraron. Posteriormente, el edificio fue ocupado por Galy Russian Art Gowns, así como por el Vanity Fair Theatre Restaurant y el Georgian Hall. Estos inquilinos se habían mudado en 1937 y el edificio permaneció vacío durante los siguientes cinco años. Los documentos de febrero de 1939 indican que el Harlem Savings Bank planeaba convertir el segundo piso en un auditorio de 222 pisos. Al mismo tiempo, se instaló una galería con un balcón de hierro en la planta baja.
La Federación de lisiados y discapacitados compró el edificio en septiembre de 1942 y trasladó su sede al edificio en enero de 1943 Ese diciembre, el gobierno del estado de Nueva York demandó para disolver la organización como fraudulenta, acusando a los oficiales y directores de utilizar a personas discapacitadas únicamente para recaudar fondos. La disolución se evitó al año siguiente cuando se reorganizó la federación. Carl Fischer Music adquirió el edificio en febrero de 1946. La Federación de lisiados y discapacitados continuó ocupando el edificio durante algún tiempo. En 1947, cinco estudiantes discapacitados que tomaron clases con la federación se convirtieron en las primeras víctimas de parálisis y parálisis en recibir diplomas del sistema de escuelas públicas de la ciudad de Nueva York. Una tienda de música Carl Fischer abrió en el edificio en mayo de 1948. La sala de conciertos Carl Fischer en el segundo piso abrió el mismo octubre.

### 1950 hasta el presente
Durante la década de 1950, la sala de conciertos y el "Sky Room" en 165 West 57th Street llevaron a cabo varias actuaciones musicales y recitales. La programación musical en la sala fue dirigida por Eric Simon, quien invitó a compositores como Benjamin Britten y John Cage a actuar allí. Otros eventos incluyeron una serie de conferencias del Fashion Group Inc. en 1950, así como un escaparate en 1956 para artistas que completaron un curso de dos años con el American Theatre Wing. En 1959, Carl Fischer vendió el edificio a Columbia Artists Management Inc (CAMI). La compañía Fischer planeaba mudarse a Cooper Square y Columbia Artists se estaba mudando del cercano Steinway Hall. CAMI contrató a William Lescaze para remodelar partes del edificio, incluso en la planta baja, donde se agregaron mosaicos rojos y nueva señalización. En ese momento, el Carnegie Hall se proponía para la demolición, y los funcionarios de CAMI creían que 165 West 57th Street se convertiría en un lugar de música importante con la demolición del Carnegie Hall.
CAMI se mudó al edificio en 1960 y la sala de conciertos Carl Fischer pasó a llamarse Judson Hall. El renovado auditorio de 275 asientos recibió el nombre del músico Arthur Judson y se reabrió formalmente en octubre de 1960. El trabajo adicional en el edificio continuó hasta 1963. Poco después, Arthur Judson decidió dejar CAMI y solicitó que su nombre fuera eliminado de la sala de conciertos. En consecuencia, la sala pasó a llamarse CAMI Hall. Un anuncio de 1964 anunciaba que la sala estaba disponible para alquilar para funciones privadas de 8 a 11 p. m. Por 125 dólares la noche (equivalente a 1043 dólares en 2020). CAMI contrató a Marlo & De Chiara en 1983 para rediseñar el exterior de la planta baja para que se pareciera a la apariencia original. La Compañía de Restauración de Polonia llevó a cabo la reconstrucción. CAMI trasladó su división de Conciertos Comunitarios del edificio en 1990. El edificio sirvió a muchos de los clientes de CAMI de finales del siglo XX. Ronald A. Wilford, presidente de CAMI en la década de 1990, fue citado en The New York Times como "proyectando una larga sombra desde el cañón musical de West 57th Street".

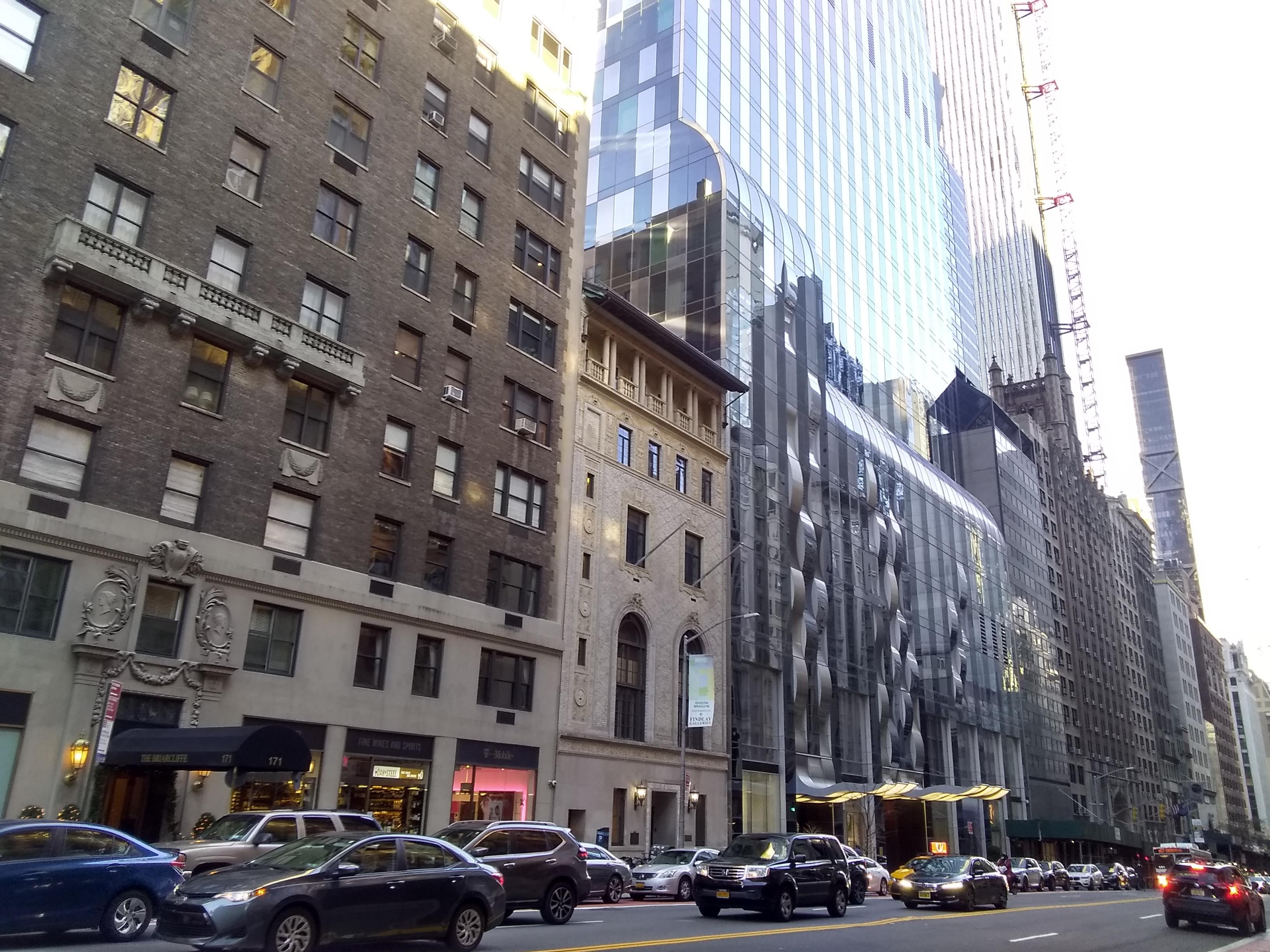
Visto desde la Séptima Avenida, con One57 inmediatamente detrás

La Comisión de Preservación de Monumentos Históricos de la Ciudad de Nueva York designó a 165 West 57th Street como un lugar emblemático de la ciudad el 17 de octubre de 1999. En ese momento, el presidente de Extell Development Company, Gary Barnett, estaba adquiriendo varias parcelas cercanas para construir un rascacielos residencial, que luego se convertiría en One57. En 2002, Barnett había adquirido los derechos aéreos sobre 165 West 57th Street para desarrollar su rascacielos. En ese momento, se describió que la sala de recitales del segundo piso tenía 168 asientos. CAMI se mudó a 1790 Broadway en 2005, y 165 West 57th Street se puso a la venta por 20 millones de dólares en 2006. El edificio fue comprado por la Fundación Clover en 2007. El mismo año, IESE Business School abrió su campus de la ciudad de Nueva York en el edificio. IESE sigue ocupando 165 West 57th Street a a 2021 .

## Recepción de la crítica
Cuando se completó, 165 West 57th Street fue descrito por Real Estate Record and Guide como de "estilo puramente moderno". El Registro de Bienes Raíces declaró: "La fachada agregará un interés considerable a la localidad en la que se está construyendo". Algunas publicaciones de arquitectura se centraron en el uso de múltiples colores de terracota y ladrillo. Architectural Forum caracterizó la fachada de los pisos superiores por tener un "color rico y fresco", con la terracota "añadiendo calidez al esquema de color sin un fuerte contraste". Un folleto de la Sociedad Nacional de Terracota describió "un tratamiento policromado muy exitoso" que contribuyó a la "hermosa armonía" de la fachada general, y Good Furniture & Decoration dijo que el edificio tiene "un encanto dorado que es todo lo suyo ". Según el escritor de arquitectura Robert A. M. Stern, los "matices toscanos" del diseño "respondían con refinamiento al vocabulario italiano menos instruido del Carnegie Hall". La Guía AIA de la ciudad de Nueva York también citó los detalles de diseño toscano del edificio.
165 West 57th Street también se mostró en exposiciones y publicaciones. Cuando se completó, las revistas Architectural Forum y Architecture and Building publicaron imágenes del edificio. Los Boehms mostraron un modelo del edificio de la escuela Chalif durante el Salón de París de 1921. El mismo año, en su libro de texto sobre concursos y bailes rusos, Chalif anunció el edificio como "incomparable para sus propósitos en Estados Unidos", así como "evidencia sorprendente" del éxito de la escuela. The National Cyclopaedia of American Biography de 1927 llamó a la escuela "un edificio sorprendentemente hermoso". Un catálogo de principios de la década de 1930 para la Escuela Chalif anunciaba el edificio como una instalación de baile "espaciosa y hermosa" que recibió muchos elogios arquitectónicos.
En 1949, después de la muerte de Chalif, Dance Magazine caracterizó el edificio como "el mayor punto culminante y sueño de la vida de Chalif", y señaló que Chalif pasaría por delante del edificio incluso después de que otras partes lo hubieran comprado. Amos Chalif declaró en la década de 2000 que también pasaba a menudo junto al edificio de la escuela de su padre. The New York Times describió el edificio como una "suntuosa escuela de baile" en 1999.